# Sven Sandström (urmakare)

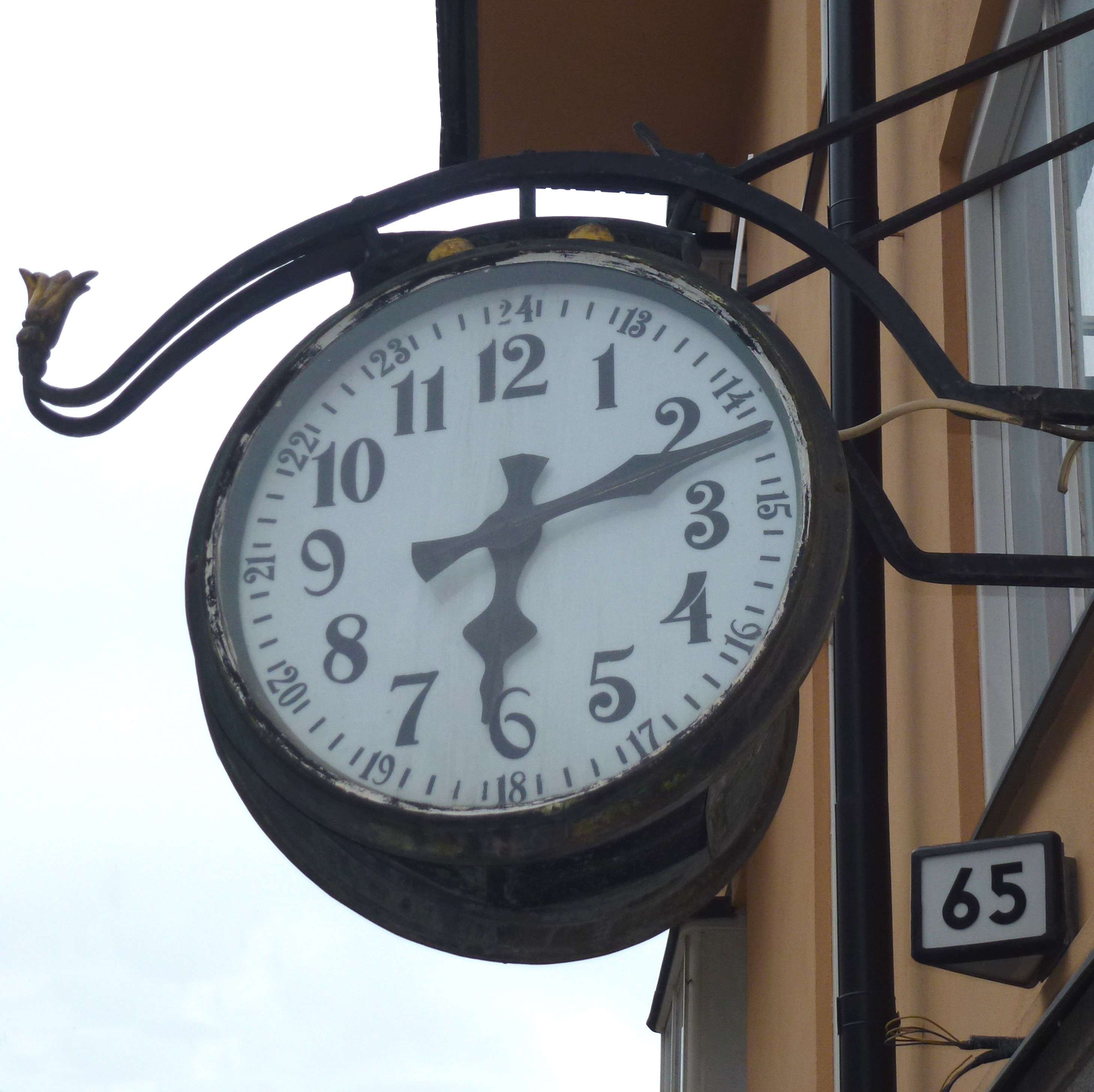
Uret Hantverkargatan 65.

Sven Gotthard Emanuel Sandström, född 5 maj 1904 i Brunneby församling, Östergötlands län, död 11 november 1997 i Brunneby församling, Östergötlands län, var en svensk urmakare. Han var far till Sven-David Sandström.

## Biografi
Sven Sandström drev Sandströms Urmakeri vid Hantverkargatan 65 på Kungsholmen i Stockholm. Fasaduret utanför affären finns kvar än idag (2012). 
Sandström var rektor för Sveriges Urmakareförbunds yrkesskola, vilken grundades 1940 i Borensberg, och från 1956 även bedrev optikerutbildning. År 1971 övertogs skolan av Motala kommun och fick namnet Stefanskolan efter Stefan Anderson.
Även Sven Sandströms far var urmakare. Han var specialist på tornur i kyrkor. Sven Sandström är begravd på Kristbergs kyrkogård.